# 古一
古一（英語：Ancient One）是一位出現在漫威漫畫中的虛構人物。他是奇異博士和莫度男爵的導師，也是前任的至尊魔法師。

## 虛構傳記
古一被設定出生於卡瑪泰姬，一個位於喜馬拉雅山脈的隱蔽村落，他的年紀至少超過了500歲。
古一本來只是一個平凡的農民，但在友人卡魯尤學習了魔法並與他分享後，兩人的魔法實力就開始突飛猛進。不過古一只想打造出一個世外桃源好造福鄉親，卡魯尤則有了強烈的野心，想用魔法完成自己的慾望，最後兩人因此反目成仇。
古一將卡魯尤放逐至異空間後，繼續隱居在喜馬拉雅山，但他偶爾也會去巡遊世界各地，也會到其他空間進行探索，他因此從永恆獲得了阿戈摩托之眼，並在之後又得到了記錄了所有白魔法的維山帝之書。
在經歷過無數的冒險後，古一獲得了極強大的力量，在魔法師Aged Genghis召開的魔法師大會上，參加了大會的古一力壓群雄，因此開始被其他法師尊稱為至尊魔法師。
後來古一收下了第一位弟子吉博大法師，不過最後古一將其放逐，因為吉博違反師命偷偷研究黑魔法。
古一之後又收了名學生安東尼·拉德蓋特·德魯伊，後來德魯伊成了超級英雄德魯伊大夫。當莫度男爵，一名歐洲的世襲貴族前來拜古一為師學習魔法時，古一雖然看穿了莫度心中暗藏的野心，但古一認為應該能透過教導改變他，於是仍將他收為弟子。
當一名天才外科醫生因手傷而同樣拜古一為師後，莫度嫉妒古一太過關注於潛力更高的斯特蘭奇，於是打算暗殺自己的老師好成為新任的至尊魔法師，但他的行動被剛入門的斯特蘭奇揭穿，莫度則成功逃走。
不久後，來自異次元的渾沌魔物欰魔-葛拉斯（Shuma-Gorath）試圖入侵地球，他連結上了古一的思維，打算透過古一降臨在地球上，但古一反過來將他囚禁在自己的體內，並讓史傳奇毀掉了自己的肉體好消滅蘇瑪格洛什。臨終前，古一將至尊魔法師的稱號與責任交給了史傳奇，史傳奇就此成了超級英雄奇異博士，繼承古一的位置守護地球免受異次元入侵的使命。
古一死後，其靈魂被永恆截下，不像其他魔法師那樣被維山帝收回，並與永恆開始了無盡的漫遊。之後古一也不時以靈魂的姿態出現，在奇異博士有困難時給予其一定的建議與指導。

## 其他媒體

### 電影
- 《斯特蘭奇博士：至尊巫師》：動畫電影，由麥可·山下配音[3]。

- 漫威電影宇宙：由蒂達·史雲頓飾演古一[4]，被設定為出身於凱爾特地區的女性。
  - 《奇異博士》（2016年）：在與卡西流斯（英语：Kaecilius）之戰受重傷而死。
  - 《復仇者聯盟4：終局之戰》（2019年）：於2012年時的紐約中出現，在紐約大戰期間出手守護至聖所以免齊塔瑞大軍攻擊，被布魯斯·班納找到並遊說借出時間寶石，起初拒絕但知道史傳奇在未來因形勢所迫而交出時間寶石給薩諾斯後，改變態度借出時間寶石給班納。

### 劇集
- 《奇異博士》：由Michael Ansara配音。
- 漫威電影宇宙：由蒂達·史雲頓回歸飾演古一。
  - 《無限可能：假如…？》第一季（2021年）[5]：動畫劇集，配音演出。

### 電子遊戲
- 《漫威：未來之戰》：手機遊戲，古一是玩家可使用角色之一[6]。
- 《漫威超級戰爭》

## 外部連結
- Ancient One（页面存档备份，存于） at Marvel.com